# 拉夫蘭薩格蘭德
拉夫蘭薩格蘭德（Labranzagrande）是哥倫比亞的城鎮，位於該國東北部，由博亞卡省負責管轄，距離首府通哈210公里，始建於1586年，面積625平方公里，海拔高度1,494米，2005年人口5,231。